# Guilty Dragon 罪龍與八個詛咒
Guilty Dragon 罪龍與八個詛咒（ギルティドラゴン 罪竜と八つの呪い）為NBGI於2012年10月9日開始配信的iOS、Android用線上卡片戰鬥角色扮演游戏。略稱為『罪龍八咒』。
本條目含有『コンプティーク』（角川書店）所連載的漫畫版『ギルドラG　ギルティドラゴン〜罪竜と八つの呪い〜 A GAG CONCEPT』部分內容解説。

## 概要
跨媒體製作計畫的.hack創世紀傳說系列作品第6彈。為本系列作的第一款智慧手機遊戲。

## 背景介紹
【三個勢力與浮雕的傳承】
將罪龍背負著的八個詛咒淨化吧！
曾經，在這個世界上有三個勢力在爭奪大陸的霸權，持續著險惡的戰爭。
熟習大劍的｢力之城寨 巴爾‧庫爾｣。
熟習雙劍的｢匠之原都 里法恩｣ 。
熟習咒紋的｢魔之祕境 瑟雷卡｣。
但在面對可以稱之為｢邪惡｣與｢人類之間發生的災禍｣的大戰時，三個勢力聯手對抗，人類終於擊敗了｢邪惡｣。以｢邪惡｣之龍所犯的大罪｢背叛｣為轉機…
然後時光流逝，曾經的大國失去了勢力，只留下混亂。
在人們的記憶中，有一個沒有標示在地圖上的島，名為｢罪龍的神殿｣。這裡只有一個放｢罪龍的浮雕｣的框架，傳說原本在此處的浮雕在很久以前發生災禍之時，就碎成了八片飛散到世界各地。
將這個浮雕成功復原的人就能成為｢祝福的施洗者｣，將被授予能把世界合而為一的力量。

## 人物介紹

### 主要人物

#### 那比可
屬性：系統角色

正式名稱：NAVIgation Communicator，簡稱 “NAVICO”。
是主角(玩家)在遊戲裡的導航支援系統。
明明是在系統方面進行支援的導航角色，她的應對異常地像人類，意外地是很高性能的AI。
和可可蕾的互動總是像在說相聲一樣，能夠調節氣氛。姑且也有作為導航系統的驕傲，如果被其他的玩家先說出遊戲相關的事情的話，就會感到不甘心、情緒低落。

#### 可可蕾
屬性：魔裝
不知何時就站穩了身為玩家夥伴的位置，是活躍氣氛的角色。
時常情緒high到讓人煩躁的程度不停的講話，說話常有歐巴桑味。
很強勢，常常會把別人捲進麻煩裡。運氣不好、不湊巧、不聽別人說話這些都是原因。
高興的時候就會大聲喧鬧，害怕時就會毫不忍耐地大叫，有任何不滿都會直接表達出來。
但她討厭輸，遇事絕不放棄也不氣餒。
積極正面的生活方式是她最大的美德。

### 幻影

#### 赤衣的狩人/蒼炎的追跡者
『原形是.hack//蒼炎的凱特』

#### 漆黑的恐怖
『原型是.hack//G.U長谷雄第三型態』

#### 翠綠的囚人
『原型是.hack//SING(駭客時空)的司』

#### 尖鋭的黒薔薇
『原型是.hack//另一個誕生的黒玫瑰』

## 外部連結
- （页面存档备份，存于） ギルティドラゴン　罪竜と八つの呪い